# KOKUA
株式会社KOKUA（コクア、英: KOKUA, Inc.）は、防災関連サービスを提供する日本の企業。2020年に創業し、東京都渋谷区に所在。
防災グッズだけを集めたカタログギフト「LIFEGIFT」などのサービスを運営している。「LIFEGIFT」は2021年度のグッドデザイン賞に選定された。

## 概要
2020年に泉 勇作（いずみ ゆうさく、1992年生まれ、兵庫県神戸市出身）と疋田 裕二（ひきだ ゆうじ、1992年生まれ、大阪府出身）が設立した企業である。泉は、1995年1月17日に発生した阪神・淡路大震災を当時住んでいた東灘区で被災し、自宅が半壊。
また、泉と疋田の両者が、大学入学の直前の時期である2011年3月11日に東日本大震災が発生し、それをきっかけに、両者は被災地におけるボランティア活動を開始した。以後、様々な被災地で災害救援のボランティア活動を実施した。
2019年に、任意団体「KOKUA」として田中美咲_(起業家)が代表理事を務める一般社団法人 防災ガールの主催するアクセラレーションプログラムに参加。以降、東北大学災害科学国際研究所の主催する「bosai startups in japan」にて、日本の防災のスタートアップを代表するチームの1つとして選出や、WBF国内実行委員会及びWBF国際実行委員会が主催する「世界防災フォーラム／防災ダボス会議 ＠仙台2019 」にて、民間主体の取組事例の1つとしてフォーラム及びミニプレゼーションへの登壇などを経て、2020年9月に法人化。「培った経験を災害から命を守るビジネスに生かせないか」という思いが起業に繋がった。
2020年12月より日本初の防災グッズだけを集めたカタログギフト「LIFEGIFT」の一般発売を開始。以降、「LIFEGIFT」は東急ハンズでも取り扱いを開始し、2021年度グッドデザイン賞に選定された。 
2023年3月にはインターネット上で幾つかの質問に答えるだけで一人ひとりに最適な防災グッズを提案し、販売するパーソナル防災サービス「pasobo」の提供を開始。
学生時代に東日本大震災を体験した平成生まれのメンバーで構成されている。

## 主なサービス
- いのちをまもるカタログギフトLIFEGIFT（ライフギフト）
- パーソナル防災サービス pasobo（パソボ）

## 沿革
- 2019年4月 - 任意団体「KOKUA」として、田中美咲_(起業家)が代表理事を務める一般社団法人 防災ガールの主催するアクセラレーションプログラムの参加団体に選出される[5]
- 2019年9月 - 任意団体「KOKUA」として、東北大学災害科学国際研究所の主催する「bosai startups in japan」にて、日本の防災のスタートアップを代表する6チームのうちの1チームに選出される[6]
- 2019年11月 - 任意団体「KOKUA」として、WBF国内実行委員会及びWBF国際実行委員会が主催する世界防災フォーラム／防災ダボス会議 ＠仙台2019[7] にて、民間主体の取組事例の1つとしてフォーラム及びミニプレゼーションに登壇[6]
- 2019年12月 - 任意団体「KOKUA」として、一般社団法人 防災ガールの主催するシークレットミートアップのピッチ団体に選出される[13]
- 2020年7月 - クラウドファンディグサービスREADYFORにて、カタログギフト「LIFEGIFT」の先行予約販売を開始。目標金額の 1,500,000円を大きく上回り、支援者283名から3,577,500円を調達。[14][15]
- 2020年9月 - 「株式会社KOKUA」設立。
- 2020年12月 - 防災グッズだけを集めた、いのちをまもるカタログギフト「LIFEGIFT」の一般販売を開始。[9]
- 2021年２月 - ヤフー_(企業)が主催する「#おくる防災」企画に参画。[16]
- 2021年3月 - 全国の東急ハンズ42店舗でいのちをまもるカタログギフト「LIFEGIFT」の販売を開始[17]
- 2021年10月 - いのちをまもるカタログギフト「LIFEGIFT」が「防災グッズ大賞2021」アイデア賞を受賞[18]
- 2021年10月 - いのちをまもるカタログギフト「LIFEGIFT」が2021年度グッドデザイン賞を受賞。「私の選んだ一品　社会のピント」に選出。[1]
- 2021年12月 - 備蓄食品だけを集めた、いのちをまもるカタログギフト「LIFEGIFT　Food」の一般販売を開始。[19]
- 2023年3月 - パーソナル防災サービス「pasobo」の提供を開始。[12]